# Gertrud Wilker
Gertrud Wilker (* 18. März 1924 in Solothurn; † 25. September 1984 in Herrenschwanden bei Bern) war eine Schweizer Schriftstellerin.

## Leben
Gertrud Wilker wurde 1924 als Tochter des Oberzollbeamten Max Hürsch in Solothurn geboren. Aufgewachsen ist sie in Bern, wo sie auch die Schulen besuchte und im Jahre 1946 die Maturaprüfungen ablegte. Sie heiratete den Studenten (und späteren Mathematikprofessor) Peter Wilker, mit dem sie zwei Kinder hatte (geboren 1956 und 1961), und studierte Germanistik, Kunstgeschichte und Psychologie in Bern, Paris und Zürich.
Sie war fünf Jahre als Deutschlehrerin an der Neuen Handelsschule Bern tätig, ehe sie 1962 für zwei Jahre mit Mann und den beiden Kindern in die USA zog. Diese Zeit verarbeitete sie literarisch in Collages USA. Ein Bericht von 1968. Der Aufenthalt in Amerika brachte sie nach eigenen Angaben literarisch weiter. 1980 wählte sie für ihren Roman «Nachleben» eine frauenliebende Frau zur Hauptfigur, womit zum ersten Mal in der Geschichte der belletristischen Literatur der deutschsprachigen Schweiz das Thema der lesbischen Liebe von einer Autorin gestaltet worden war.
1978 hatte ihr Leben eine entscheidende Wende genommen: Eine unheilbare Krankheit wurde diagnostiziert, Operationen folgten und sie hatte mit schweren Depressionen zu kämpfen. In dieser Situation begann sie sich intensiv mit Leben und Tod zu beschäftigen. In ihren letzten Lebensjahren wendete sie sich der jüdischen Mystik zu. Sie starb 1984 zu Hause in Herrenschwanden.
Ihr Nachlass wird im Schweizerischen Literaturarchiv in Bern verwahrt.

## Auszeichnungen
- 1959 Preis im Dramenwettbewerb des Atelier-Theaters Bern
- 1968 Buchpreis des Kantons Bern
- 1971 Preis der Schweizerischen Schillerstiftung
- 1971 Buchpreis der Stadt Bern
- 1973 Buchpreis des Kantons Bern
- 1978 Buchpreis des Kantons Bern
- 1981 Buchpreis der Stadt Bern
- 1982 Buchpreis des Kantons Bern

## Werke

### Originalausgaben
- Gehalt und Form im deutschen Sonett von Goethe bis Rilke. Diss. Bern 1952
- Der Drachen / Ein Gespräch. Zwei Erzählungen. Tschudy, St. Gallen 1959
- Elegie auf die Zukunft. Roman. Flamberg, Zürich 1966
  - neu aufgelegt als Wolfsschatten. Roman einer Familie. Huber, Frauenfeld 1980
- Vier Gedichte. Rhythmische Anordnung der Gedichte von Bruno Pfäffli. Flamberg, Zürich 1966
- Collages USA. Ein Bericht. Flamberg, Zürich 1968
- Einen Vater aus Wörtern machen. Beschriebenes – Erzähltes – Abgebildetes. Flamberg, Zürich 1970
- Altläger bei kleinem Feuer. Roman. Flamberg, Zürich 1971
- Jota. Roman. Flamberg, Zürich 1973
- Winterdorf. Erzählungen. Huber, Frauenfeld 1977, ISBN 3-7193-0566-X.
- Blick auf meinesgleichen. 28 Frauengeschichten. Huber, Frauenfeld 1979, ISBN 3-7193-0628-3.
- Nachleben. Roman. Huber, Frauenfeld / Stuttgart 1980, ISBN 3-7193-0689-5.
- Feststellungen für später. Gedichte. Huber, Frauenfeld 1981, ISBN 3-7193-0808-1.
- Zwölf Ansichten des Fujiama. Hallwag, Bern 1985
- Elegie auf die Zukunft. Ein Lesebuch. Zusammengestellt von Beatrice Eichmann-Leutenegger und Charles Linsmayer. Huber, Frauenfeld 1990, ISBN 978-3-7193-1022-6 (Auswahl, mit Erstveröffentlichungen aus dem Nachlass).

### Als Herausgeberin
- Kursbuch für Mädchen. Mit einem Vorwort von Luise Rinser. Huber, Frauenfeld 1978, ISBN 3-7193-0586-4.
  - als Taschenbuch: S. Fischer (Fischer Boot 7524), Frankfurt am Main 1982, ISBN 3-596-27524-5.
- Leute, ich lebe. Gedichte und Songs. Huber, Frauenfeld 1983, ISBN 3-7193-0813-8.

### Hörfunk
- Variation über ein bekanntes Thema, Süddeutscher Rundfunk 1977